# 黄壮瓢虫属
黄壮瓢虫属（学名：Xanthadalia）是瓢虫科的一属。

## 下属物种
本属包括以下物种：
- 黄壮瓢虫 Xanthadalia effusa